# Position Alpha
Position Alpha ist ein zu Beginn der 1980er Jahre gegründetes schwedisches Saxophonensemble, das aus dem Bereich des Jazz kommt.

## Geschichte
Erste Auftritte hatte das Ensemble in den 1980er Jahren auf schwedischen Festivals; 1983 erschien deren erstes Album Don't Bring Your Dog, ein Jahr später das legendäre Album The Great Sound Of Sound. Position Alpha gehörte zu den Saxophoncombos, die das Konzept des World Saxophone Quartets – ähnlich wie das 29th Street Saxophone Quartet, das Rova Saxophone Quartet, die englische Formation Itchy Fingers, dem niederländischen Saxophon-Sextett De Zes Winden, das österreichische Quartett Saxofour, sowie die Kölner Saxophon Mafia – weiterverfolgt oder erweitert haben.
Das schwedische Quartett bzw. Quintett gilt als europäischer Pionier in dieser Form; "Position Alpha" ließ mit anarchischem Witz die Wildheit und Düsternis des Punk in den Bereich des Saxophonensembles hineinplatzen, phrasiert aber auch mit besonderer Hingabe (über) die Seemannslieder der schwedischen Volksmusik. Für die Aufnahme des Albums "Yeti" wurde die Band im Jahr 2000 in veränderter Besetzung reaktiviert, konnte aber hinsichtlich der Vitalität der Ur-Besetzung der 1980er Jahre nicht die hohen Erwartungen erfüllen.

## Diskografie (Auswahl)
- 1983 – Don't Bring Your Dog (Dragon LP)
- 1984 – The Great Sound Of Sound (Dragon DoLP)
- 1986 – "Credo" (Dragon LP)
- 1987 – Möte i Monsunen (Dragon LP)
- 1990 – Greetings From The Rats (Dragon)
- 1993 – Titbits (Dragon)
- 2000 – Yeti (Dragon)